# Matthias Brock

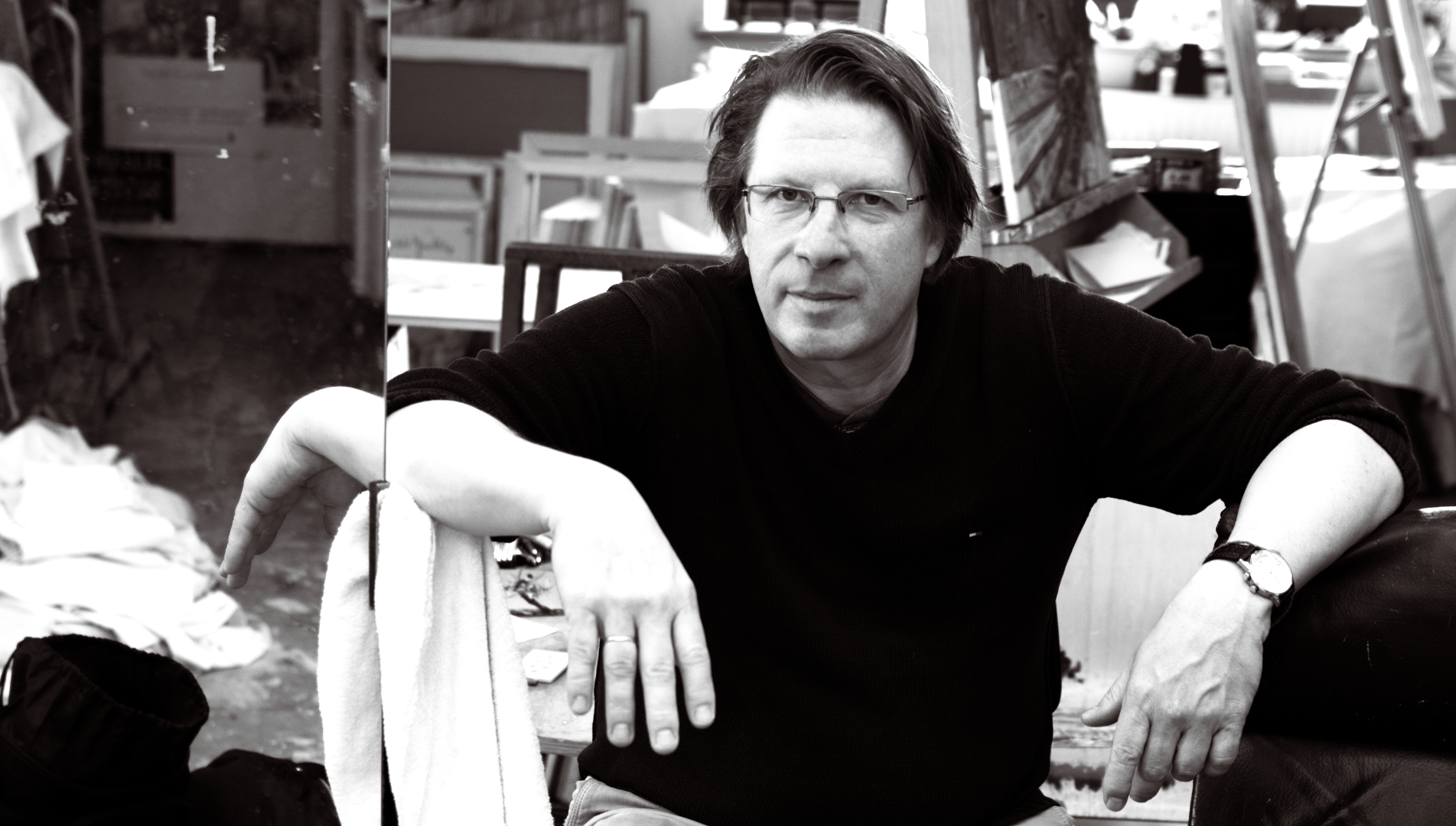
Matthias Brock im Atelier (2017)

Matthias Brock (* 28. Dezember 1962 in Bielefeld) ist ein deutscher Maler.

## Leben
Nach dem Abitur 1982 studierte Brock ab 1984 an der Kunstakademie Münster bei Johannes Brus und war 1988 Meisterschüler bei Hermann-Josef Kuhna. Das Studium schloss er mit dem Diplom „Freie Kunst“ sowie dem Staatsexamen für Lehramt ab. Von 1993 bis 1995 hatte er einen Lehrauftrag für Aktmalerei an der Kunstakademie Münster. In den Jahren 2000, 2016 und 2019 erhielt er ein Stipendium der Cité Internationale des Arts Paris.
Wiederkehrendes Motiv in seinen großformatigen Ölgemälden ist die Natur, vor allem Kleintiere, Obst und Gemüse, zu stilllebenhaften Kompositionen arrangiert. Seit 2016 widmet sich eine Werkgruppe der Darstellung von Menschen.

„Brock rückt sein Hauptmotiv ganz dicht an unser Auge heran, stellt den Fokus für genoppte Orangenschalen oder die glatte Haut einer Birne so scharf ein, dass jede Unregelmäßigkeit, jeder Fleck zum Greifen nah erscheint. Er erreicht Effekte, die an niederländische Spezialisten für Stillleben und trompe l’œil erinnern […]. Genau beobachtende Akkuratesse und die befreite Lust am Kolorit sind hier kein Widerspruch. Jeder Pinselzug ist eine Hommage an die Pracht des Sicht- und Tastbaren und an die Malerei zugleich.“

Matthias Brock ist mit der Kunsttherapeutin und Malerin Sigrun Brock (geb. Bathke) verheiratet und hat drei Kinder. Er lebt in Köln und arbeitet in Frechen in einem Gemeinschaftsatelier mit der Malerin Elizabeth Weckes. Brock ist Mitglied der Künstlergruppe RheinBrücke. Außerdem ist er Kunstlehrer am Ernst-Mach-Gymnasium Hürth.

## Ausstellungen (Auswahl)
- 1998 Galerie Skala, Köln: Einzelpräsentation auf der ART Frankfurt
- 2001 Kunstverein Unna

Kunstverein Hilden
Galerie Niepel bei Morawitz, Düsseldorf
- 2003 Kunstsalon, Köln

Palmengarten, Frankfurt/M.
- 2005 Landeskulturzentrum Ursulinenhof, Linz (Österreich)

Galerie Caprice Horn, Berlin
- 2008 Museum Schloss Fellenberg, Merzig
- 2009 Kunstverein Melle
- 2010 Kulturring Meschede
- 2012 Kunstverein Schwetzingen

Kunstverein Wesseling
- 2013 Galerie Gunzenhauser, München

Kunstverein Salzgitter
- 2014 Hallescher Kunstverein
- 2015 Kunstverein Schöningen
- 2016 Kunstverein Uelzen
- 2024 Kunstraum St. Theodor, Köln

## Auszeichnungen
- 1995 Kunstpreis des Landesverbandes Lippe
- 1999 Förderpreis der Darmstädter Sezession
- 2000/2016/2019 Stipendium der Cité Internationale des Arts, Paris

## Bilder in öffentlichen Sammlungen (Auswahl)
- Kunstsammlung des Deutschen Bundestages, Berlin[2]
- Kunsthaus Nordrhein-Westfalen Kornelimünster
- Sammlung Ströher, Darmstadt
- DZ BANK Kunstsammlung, Düsseldorf
- Museum Blau, Schwetzingen
- Stadt Traun, Österreich
- Kreistag Ostfriesland, Leer
- Stadt Telgte
- Stadt Wesseling
- Stadt Willich[3]